# 薩爾吉思·薩格西恩
薩爾吉思·薩格西恩（Sargis Sargsian，1973年6月3日—）是一位亞美尼亞職業網球選手。於1995年轉為職業選手。
他的職業生涯在ATP巡迴賽中獲得一個單打冠軍和二個雙打冠軍，他也代表亞美尼亞參加夏季奧運會，在亞特蘭大奧運會打進第二輪，但在雪梨奧運會卻首輪出局。
在2004年他也參加雅典奧運會，在生涯中達到單打38位雙打34位，不過在2006他已宣佈退役。

## 外部連結
- 薩爾吉思·薩格西恩在国际奥林匹克委员会的资料
- ATP上的介紹 （页面存档备份，存于）